# 18104 Махелінґем
18104 Махелінґем (18104 Mahalingam) — астероїд головного поясу, відкритий 3 липня 2000 року.
Тіссеранів параметр щодо Юпітера — 3,583.